# Uroplatus alluaudi
Uroplatus alluaudi es una especie de gecko la familia Gekkonidae.

## Distribución geográfica
Es endémico del norte de Madagascar.